# Łukasz Bonarek
Łukasz Bonarek (ur. 14 sierpnia 1993 w Pruszkowie) – polski koszykarz, występujący na pozycjach niskiego i silnego skrzydłowego.
W sezonie 2016/17 został wypożyczony do TBV Startu Lublin.
W sezonie 2017/18 wypożyczony do Czarnych Słupsk.

## Osiągnięcia
Drużynowe
- Wicemistrz Polski (2016)[3]
- Zdobywca:
  - Pucharu Polski (2016)[4]
  - Superpucharu Polski (2016)[5]
- Brązowy medalista mistrzostw Polski U–18 (2010)

Reprezentacja
- Wicemistrz świata U–17 (2010)[6]
- Mistrz Europy U–20 dywizji B (2013)[6]
- Uczestnik mistrzostw[6]:
  - Europy:
    - U–18 (2011 – 6. miejsce)
    - U–20 dywizji B (2012 – 5. miejsce, 2013)

  - świata U–19 (2011 – 7. miejsce)